# Яковлев, Лев Алексеевич
Лев Алексеевич Яковлев (20 февраля 1764 — 19 января 1839) — дипломат, действительный тайный советник, сенатор. Отец фотографа С. Л. Левицкого и дядя А. И. Герцена. 

## Биография
Сын действительного статского советника Алексея Александровича Яковлева (1726—1781) от брака с княжной Натальей Борисовной Мещерской (1734—1781).
С 11 лет числился каптенармусом в Измайловском полку. В начале действительной службы стал сержантом, в 1788 году произведён в прапорщики, в 1790 — в подпоручики, в 1791 — в поручики, в 1796 — в капитан-поручики и 16 апреля того же года — в капитаны. За это время участвовал в шведской войне 1787, а в 1795 и 1796 годах служил волонтёром в английской эскадре адмирала Дункана.
Произведенный в 1798 году в полковники, был уволен с военной службы и назначен «канцелярии советником» в коллегию иностранных дел; отправлен сначала к миссии в Швецию, а оттуда в Англию, где в 1800 году был произведён в статские советники и переведён в Штутгарт, поверенным в делах при вюртембергском дворе.
Пожалован в камергеры (1807), награждён орденом Св. Иоанна Иерусалимского (командорский крест, 1809). С 1809 года — чрезвычайный посланник и полномочный министр. В 1810 году он был назначен состоять при вестфальском короле, где и находился до июня 1812 года, когда по случаю разрыва с Францией возвратился в Россию. За спасение дипломатических бумаг был награждён орденом Св. Анны 1-й степени.

Сенатор был по характеру человек добрый и любивший рассеяния: он провёл всю жизнь в мире, освещённом лампами, в мире официально-дипломатическом и придворно-служебном, не догадываясь, что есть другой мир посерьезнее, несмотря даже на то, что все события с 1789 по 1815 год не только прошли возле, но зацеплялись за него.— «Былое и думы»
В 1820 году произведён в тайные советники и назначен сенатором, а в 1829 году — почётным опекуном в Москве, управляющим Мариинской больницей и членом совета Екатерининского и Александровского институтов. Не разбираясь в административных и правовых вопросах, всё исполнял, по замечанию Герцена, «с рвением, которое вряд ли было нужно, со строптивостью, которая вредила, с честностью, которой никто не замечал».

Он никогда не был дома; он заезжал в день 2 четверки здоровых лошадей, одну утром, другую после обеда. Сверх Сената, которого он никогда не забывал… он не пропускал почти ни одного французского спектакля и ездил раза три в неделю в Английский клуб. Скучать ему было некогда: он всегда был занят, рассеян, он все ехал куда-нибудь, и жизнь его легко катилась на рессорах по миру обёрток и переплётов.— «Былое и думы»

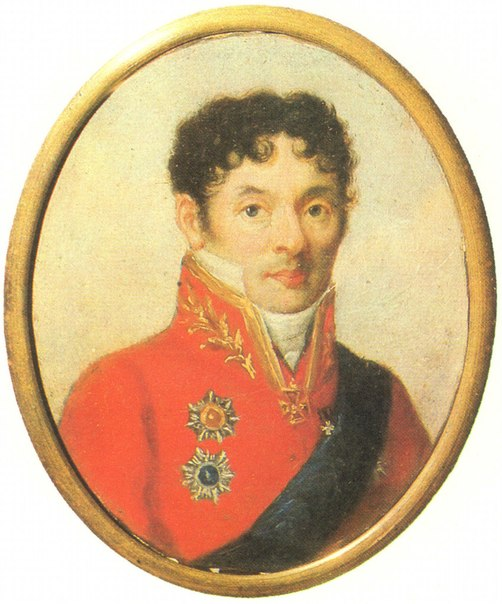
Сенатор Л. А. Яковлев

А. В. Чаянов упоминает его в списке «более или менее заметных картинных собраний Москвы 20-х годов». 
В 1831 году он был пожалован орденом Св. Владимира 2-й степени, а 7 апреля 1835 года — орденом Белого орла; 2 апреля 1838 года произведён в действительные тайные советники. 
Умер от удара 19 (31) января 1839 года и похоронен в Новодевичьем монастыре в Москве.

## Потомство
Яковлев был холост, но оставил после себя внебрачных детей («воспитанников»), получивших по его имени фамилию Львовых-Левицких:
- Сергей (1819—1898), придворный фотограф;
- Софья (1821— ?), замужем с 20 сентября 1839 года[2] за майором Алексеем Васильевичем Поленовым.
- Наталья
- Иван